# Lansing (New York)
Lansing (Town of Lansing) is een gemeente in de Amerikaanse staat New York, ten noorden van de stad Ithaca.

## Geschiedenis
De oorspronkelijke bewoners in dit gebied waren de Cayuga-indianen.
De eerste kolonisten kwamen hier aan het eind van de 18e eeuw. Lansing werd een afzonderlijke gemeente in 1817 toen Tompkins County werd opgericht, daarvoor maakte het deel uit van de gemeente Genoa (Town of Genoa) in Cayuga County.

## Geografie
Lansing ligt 410 kilometer ten noordwesten van de stad New York, direct ten noorden van de stad Ithaca.

Volgens het United States Census Bureau, beslaat de gemeente een oppervlakte van 181,1 km², waarvan 157,3 km² land is en 23,9 km² water.
De noordelijke gemeentegrens is de grens met Cayuga County (Genoa).
De westelijke gemeentegrens ligt in het meer Lake Cayuga, een van de langwerpige Finger Lakes.
Het dorp Lansing (Village of Lansing) bevindt zich aan de zuidgrens van de gemeente, aan de grens met de gemeente Ithaca (Town of Ithaca).
Aan de noordoostkant van het dorp ligt het vliegveld Ithaca-Tompkins Regional Airport (ITH).